# 安楚艾姆
安楚艾姆（法語：Handschuheim，发音：[antʃuaim]）是法国下莱茵省的一个市镇，属于萨韦尔讷区和布克斯维莱尔县（Bouxwiller）。该市镇总面积2.4平方公里，2009年时的人口为299人。

## 人口
安楚艾姆人口变化图示